# 阿漬的垃圾堆
《阿漬的垃圾堆》（Mr.Stain on Junk Alley（ガラクタ通りのステイン））是增田龍治制作及監督的3DCG作品。獲日本新媒體動漫藝術節動畫部門優秀獎。

## 概要
生活在垃圾堆生活的阿漬（Mr. Stain）是一個流浪漢，興趣是在被丟滿垃圾的後巷內找寶物，只要發現會發出優美音樂或七彩光芒的垃圾，會當做一生中未發現的寶物。
他們的生活片段古靈精怪、荒唐又充滿笑料，但細心回味之下，就會發覺笑中有淚。導演的目的就是讓觀眾在輕鬆之後來點反思，娛樂得來也有得益。

## 角色

### 主要角色
阿漬 Mr. Stain（ステイン Sutein）
一個不知理由來到後巷定居的流浪漢，年紀約33歲。曾認為穿襪子與鞋子會受到拘束就不常穿，大多數的時候是以打赤腳的方式走路和奔跑。
興趣是在被丟滿垃圾的後巷內找寶物。一旦發現到會發出優美音樂或者是七彩光芒的垃圾，會當做一生中未發現的寶物。性格害羞敏感，沒有希望與他人交流的想法，由於想要離群索居，於是討厭真正的孤獨。在後巷生活的2年時間中，從未離開此處到外面的世界。
好心阿貓 Palvan（パルバン Paruban）
遊蕩在被丟滿垃圾的後巷的一隻極大迷途貓。年齡不詳。當初在幼貓時代於後巷被阿漬發現，就以不知外界情況與未受歷練為理由使之收養在後巷，長大後用兩隻腳走路。由於在後巷裡面是個有力的存在，所以不必跟其他貓一樣把腳步聲隱藏起來。
有時會離開後巷到外面的世界，隨處到民宅裡面未經許可地拿東西。

### 其他角色
扮晒蟹 Pylon（パイロン Pairon）
一隻以紅色的雪糕筒作為貝殼的螃蟹。
食人魚 Eaten（イートン Īton）
從一個墮落的蛋出生的一條可愛又神秘的魚。
戒指蜥蜴 Rings（指輪トカゲ Yubiwa Tokage）
用戒指作為項鍊的蜥蜴。
戒指靈魂 Ghost Rings
Rings的靈魂。
和服美人 Kimono Beauty（着物美人）
令Mr. Stain愛上的一幅淑女的肖像。
彩虹雀 Heavenly Birds（極楽鳥）
彩虹色的熱帶鳥。
收音機男 Radio Boy（ラジオボーイ Rajio Bōi）
從收音機創造的機器人。
收音機女 Radio Girl（ラジオガール Rajio Gāru）
從收音機創造的機器人。
無面貓 Faceless Palvan
魔法蠟筆繪出的Palvan的臉弄穿。
迷失小貓 Lost Kitten（子猫 Koneko）
一隻迷失的小貓。
幪面馬騮 Masked Monkey（フクロザル Fukurozaru）
一隻幪面的猴子。
頸阿狗 Squeezed Dog（クビワイヌ Kubiwa Inu）

自由鳥 Free Bird
一隻自由自在的鳥。
機械人 S1-T3 Robot S1-T3（ロボット　S1－T3 Robotto S1－T3）
討厭做機械人的機械人，並希望像自由鳥一樣可以自由自在。
迷失小貓 #2 Lost Kitten #2（子猫#2 Koneko #2）
另一隻迷失的小貓。
手套 Woolen Glove（手袋）
破爛的手套。
Stephany（ステファニー Sutefanī）
一個小女孩。
Lomeria（ロメリア Romeria）

宇宙船 Mother Ship（宇宙船）

Clay Stain

Tiny（タイニー Tainī）

Tiny's Daddy

警察 Policeman（警官）
於第13集「人類」登場。不論善良或者邪惡都表現的很真實的警察，對自己的工作相當盡責。在把阿漬認為是偷嬰兒的小偷的想法下獨自一人駕駛巡邏車來到後巷裡面搜查。
寶寶 Baby（赤ちゃん Akachan）
阿漬撿到的嬰兒。似乎是棄嬰，被阿漬從外面撿回來之後因為一時間餵食的疏忽，變成了假死狀態。
有型阿漬 Handsome Stain
阿漬的幻想。
Lifa（リファ Rifa）
與阿漬一樣知道外界事物的普通女性，對阿漬非常有興趣。
Beautiful Lifa
微笑鳥 Smily birdスマイリー（sumairi-）
於第14集總集篇「尾聲」登場。外型為粉紅色的小鳥，負責運送阿漬所委託要寄送給Lifa的情書。
貓頭鷹？ Owl?（ふくろう?）
僅在第14集總集篇「尾聲」的DVD附錄中以「創造者」（監督為動畫工作人員あだちひろし擔任）的型態登場。

## 集數
| 集數 | 標題                                     | 長度  | 備註                   |
| ---- | ---------------------------------------- | ----- | ---------------------- |
| 01   | Egg 蛋 卵/たまご                         | 6:59  |                        |
| 02   | Refrigerator 冰箱 冷蔵庫/れいぞうこ      | 6:59  |                        |
| 03   | Portrait 畫像 肖像画/しょうぞうが        | 6:59  |                        |
| 04   | Heavenly Bird 極樂鳥 極楽鳥/ごくらくどり | 7:59  |                        |
| 05   | Cassette Tape 錄音帶 カセットテープ      | 6:59  |                        |
| 06   | Magic Crayons 魔術蠟筆 クレヨン          | 6:59  |                        |
| 07   | Binoculars 望遠鏡 双眼鏡/そうがんきょう  | 6:59  |                        |
| 08   | Toy Robot 機器人 リモコン ロボット       | 6:59  |                        |
| 09   | Woolen Yarn 毛線 毛糸/けいと             | 7:59  |                        |
| 10   | Seed 種子 種子/しゅし                    | 6:59  |                        |
| 11   | Clay 陶泥 粘土/ねんど                    | 7:59  |                        |
| 12   | Fishing Rod 釣竿 釣り竿/つりざお         | 6:59  |                        |
| 13   | Human 人類 人間/にんげん                 | 7:59  |                        |
| 14   | Epilogue 尾聲 ハーモニカ                 | 28:00 | 本集未在台灣與香港播出 |

## 工作人員
- 原作：增田龍治
- 監督：增田龍治
- 腳本：增田龍治
- 人物設定：增田若子
- 美術：增田若子
- CG製作：鈴木大介
- 人物模型：鈴木大介
- 配音：うすいたかやす
- 音樂：めいな Co.

## 播映電視台
在海外則固定於台灣與香港的Animax頻道播映。確實的首映時間已不可考，但多數於2008年至2010年初期用來當作上一檔動畫全部播映的集數為奇數（例如地球防衛家族不包含一集隱藏篇，全部的集數總共為13集）的完結篇後面的臨時墊檔。